# Danny Saucedo
Danny Saucedo, właśc. Daniel Gabriel Alessandro Saucedo-Grzechowski (ur. 25 lutego 1986 w Sztokholmie) – szwedzki piosenkarz i autor tekstów pochodzenia polsko-boliwijskiego.
Karierę rozpoczął w 2006 od udziału w trzeciej edycji programu Idol. W latach 2007–2010 wokalista zespołu E.M.D., z którym wydał trzy albumy studyjne: A State of Mind (2008), Välkommen hem (2009) i Rewind (2010). Od 2007 artysta solowy, wydał cztery płyty: Heart. Beats (2007), Set Your Body Free (2008), In the Club (2011) i Hör vad du säger men jag har glömt vad du sa (2015). Pierwszy z albumów promował m.in. singlami „Tokyo” i „Play It for the Girls”, a drugi m.in. singlem „Radio”; ze wszystkimi dotarł do pierwszego miejsca listy przebojów w Szwecji. Za sprzedaż płyt i singli otrzymał jedną poczwórnie platynową płytę, trzy potrójnie platynowe, jedną podwójnie platynową, cztery platynowe i cztery złote.
Dwukrotnie brał udział w konkursie o Bursztynowego Słowika podczas festiwalu w Sopocie (2007, 2008) oraz pięciokrotnie w programie Melodifestivalen (2009, 2011, 2012, 2021, 2024). Reprezentował Szwecję w 2. Konkursie Tańca Eurowizji (2008). Był uczestnikiem, prowadzącym bądź trenerem w kilku programach telewizyjnych oraz użyczył głosu postaciom w szwedzkojęzycznych wersjach filmów animowanych Disco robaczki i Żółwik Sammy.

## Życiorys
Jest młodszym synem Polaka Piotra Grzechowskiego, mieszkającego w Konstancinie i Patricii Saucedo, pochodzącej z Boliwii. Ma podwójne obywatelstwo. Ma starszego o dwa lata brata Leandra.
Gdy miał 14 lat, w trakcie koncertu hip-hopowej grupy Fugees został zaproszony na scenę, by zagrać na gitarze u boku Wyclefa Jeana. W 2006 zajął szóste miejsce w trzeciej edycji szwedzkiej wersji talent show Idol. Jeden z utworów wykonanych przez niego w programie, „Öppna din dörr” z repertuaru Tommy’ego Nilssona, znalazł się na albumie kompilacyjnym pt. Det bästa från Idol 2006, zawierającym najlepsze wykonania uczestników. Piosenka w jego wykonaniu zadebiutowała na 24. miejscu listy przebojów w Szwecji.

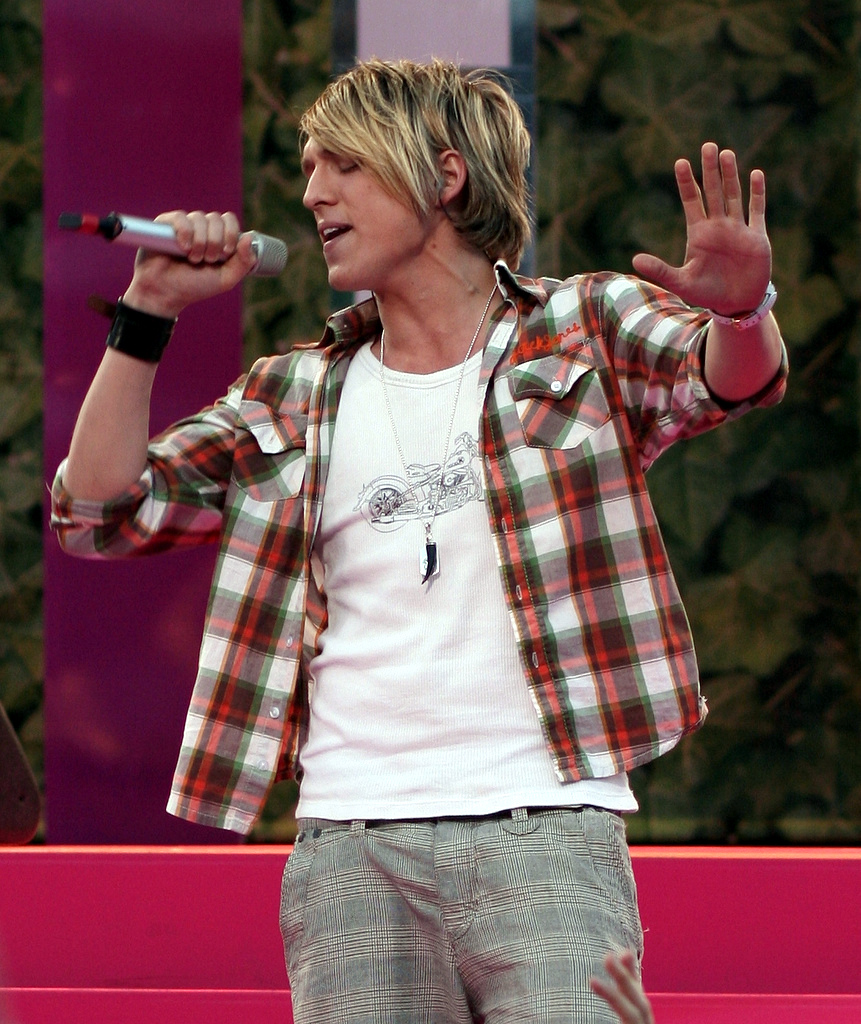
Saucedo w programie Sommarkrysset (2007)

30 maja 2007 wydał swój debiutancki album studyjny pt. Heart. Beats, z którym zadebiutował na pierwszym miejscu najczęściej kupowanych płyt w Szwecji. Album promował singlami: „Tokyo” i „Play It for the Girls”, które dotarły do pierwszej miejsca listy przebojów w Szwecji oraz „If Only You”, który nagrał w duecie z Therese i z którym dotarł do trzeciego miejsca listy przebojów. W grudniu 2007 wraz z Erikiem Segerstedtem i Mattiasem Andréassonem założył zespół E.M.D. W 2008 wydali album studyjny pt. A State of Mind. W 2009 wystąpili z utworem „Baby Goodbye” w koncercie Melodifestivalen 2009, wyłaniającym reprezentanta Szwecji w 54. Konkursie Piosenki Eurowizji, a także z piosenką „Jennie Let Me Love You”, w konkursie o Bursztynowego Słowika i Słowika Publiczności podczas Sopot Festival 2009.

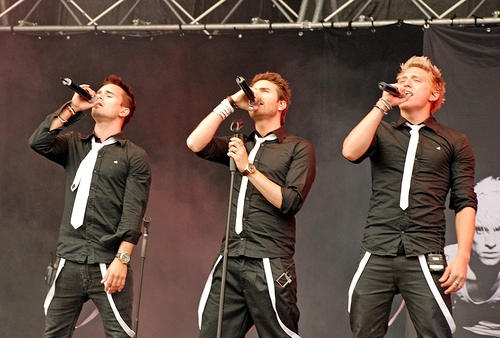
Saucedo, Segerstedt i Andréasson (2008)

Wiosną 2008 uczestniczył w trzeciej edycji programu rozrywkowego TV4 Let’s Dance i zagrał w jednym z odcinków teleturnieju Så ska det låta. Poza tym wystąpił z piosenką „If Only You” na gali Eska Music Awards 2008 i na dwóch koncertach w ramach radiowej trasy koncertowej Hity Na Czasie organizowanej przez Radio Eska oraz uczestniczył z piosenką „Tokyo” w konkursie o Bursztynowego Słowika i Słowika Publiczności podczas 45. Międzynarodowego Sopot Festival 2008. 6 września 2008, reprezentując Szwecję w parze z Jeanette Carlsson, zajął 12. miejsce w finale w 2. Konkursie Tańca Eurowizji w Glasgow. Pod koniec roku wydał album pt. Set Your Body Free, który promował singlami: „Radio” i „All on You”. Z pierwszym singlem dotarł do pierwszego miejsca szwedzkiej listy przebojów. Poza tym był nominowany do plebiscytu Bravoory 2008 w kategoriach: wokalista roku oraz hit roku (za „If Only You”); w obu kategoriach zajął trzecie miejsce. Pod koniec roku z piosenką „Tokyo” uplasował się na 35. miejscu w rocznym podsumowaniu muzycznym 1500STO900 telewizji Viva Polska.

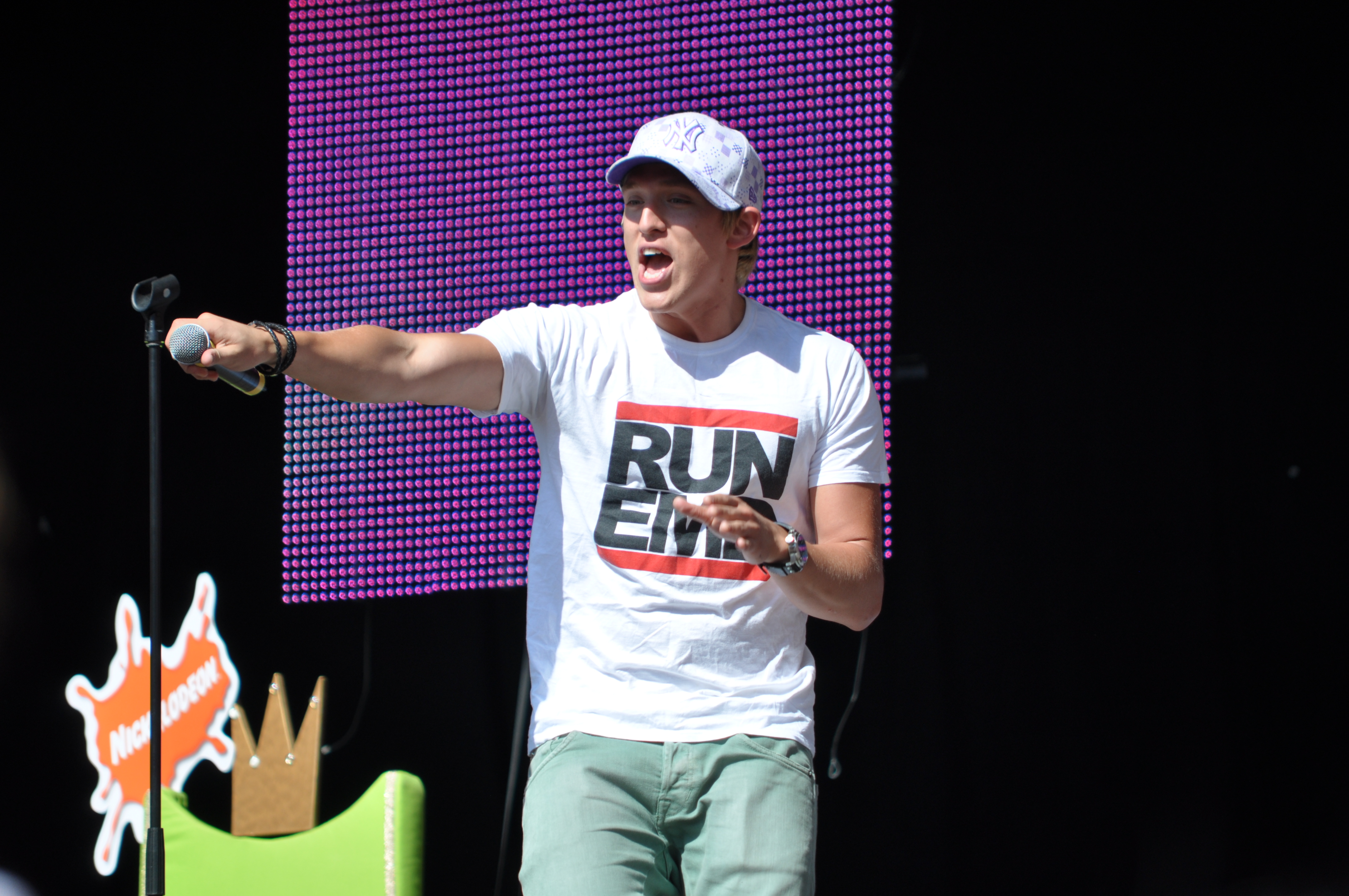
Saucedo podczas koncertu w ramach Malmöfestivalen, 2009

W marcu 2009 w duecie z Sashą Strunin nagrał piosenkę „Emely”, która została umieszczona na polskim wydaniu płyty pt. Set Your Body Free. W tym samym miesiącu otrzymał statuetkę Bravoory 2009 dla wokalisty roku. Pod koniec kwietnia wystąpił z Sashą Strunin na gali Eska Music Awards 2009, a ich piosenka „Tokyo” zajęła drugie miejsce w kategorii ImprESKOWY Hit Roku. W grudniu singiel „Emely” został uwzględniony w kilku muzycznych podsumowaniach roku w Polsce: zajął 30. miejsce w notowaniu POPlista radia RMF FM oraz 39. miejsce według słuchaczy radia w głosowaniu na przebój roku. Piosenka pojawiła się także na drugim miejscu plebiscytu na przebój roku, organizowanego wspólnie przez serwis muzyczny NetFan.pl i radio internetowe nowastacja.pl; na trzecim miejscu notowania znalazł się inny utwór Danny’ego, „Radio”.

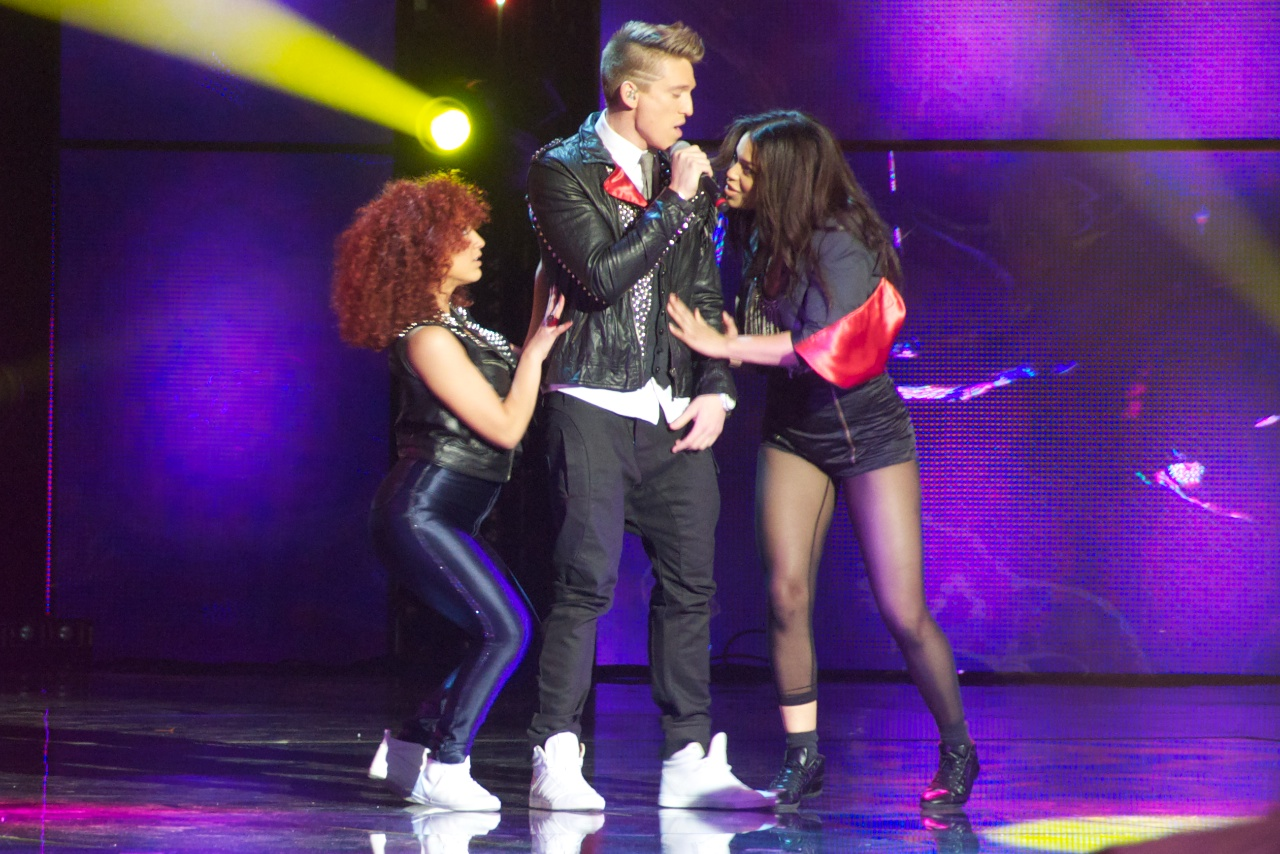
Saucedo podczas występu w Melodifestivalen 2011

W 2010 po raz drugi zdobył statuetkę Bravoory 2009dla wokalisty roku oraz użyczył głosu Harry’emu w szwedzkiej wersji językowej bajki Disco robaczki i głównemu bohaterowi animacji Żółwik Sammy. W grudniu 2010 odszedł z zespołu E.M.D. 31 grudnia wystąpił na koncercie sylwestrowym w Katowicach, na którym wykonał premierowo „Catch Me If You Can”, utwór zapowiadający jego nowy album. W 2011 z piosenką „In the Club” zajął drugie miejsce w konkursie Melodifestivalen 2011. Pod koniec kwietnia wydał album pt. In the Club, na którym – oprócz tytułowego singla – znalazły się m.in. utwory „Catch Me If You Can”, „In Your Eyes” i „Just Like That”, nagrany z Lazeem. Jesienią 2011 był jednym z trenerów w pierwszej edycji programu True Talent W 2012 z piosenką „Amazing” zajął drugie miejsce w konkursie Melodifestivalen 2012. Pod koniec roku zaprezentował singiel „I Can See Myself in You”, który nagrał w duecie z Tommym Körbergiem. W 2013 współprowadził koncerty w ramach Melodifestivalen 2013. W kwietniu 2015 wydał singiel „Brinner i bröstet”, który nagrał z Malcolmem B. 20 listopada 2015 nakładem wytwórni muzycznej Sony Music i Chiliboy Music wydał album pt. Hör vad du säger men jag har glömt vad du sa. W 2021 z piosenką „Dandi Dansa” zajął siódme miejsce w finale programu Melodifestivalen 2021, a trzy lata później w finale Melodifestivalen 2024 zajął szóstą lokatę z piosenką „Happy That You Found Me”.

## Życie prywatne
Mieszka w Sztokholmie, posiada również mieszkanie w Los Angeles. W 2012 związał się z piosenkarką Molly Sandén, z którą zaręczył się w 2016. W marcu 2019 poinformowali o zakończeniu związku. Następnie związał się z modelką Anną Eriksson.

## Dyskografia
- Heart. Beats (2007)
- Set Your Body Free (2008)
- In the Club (2011)
- Hör vad du säger men jag har glömt vad du sa (2015)

## Nagrody i wyróżnienia
| Rok  | Nagroda                | Kategoria                     | Uwagi      |
| ---- | ---------------------- | ----------------------------- | ---------- |
| 2008 | Sopot Festiwal         | Bursztynowy Słowik („Tokyo”)  | Nominacja  |
| 2008 | Sopot Festiwal         | Słowik Publiczności („Tokyo”) | Nominacja  |
| 2009 | Bravoora 2008          | Hit roku („If Only You”)      | 3. miejsce |
| 2009 | Bravoora 2008          | Wokalista roku                | 3. miejsce |
| 2009 | Eska Music Awards 2009 | ImprESKOWY hit roku („Tokyo”) | 2. miejsce |
| 2010 | Bravoora 2009          | Wokalista roku                | Wygrana    |